# كأس آسيا للسيدات 2008
كأس الأمم الآسيوية لكرة القدم للسيدات 2008 (بالفيتنامية: Cúp bóng đá nữ châu Á 2008)‏ هو موسم من كأس الأمم الآسيوية لكرة القدم للسيدات. أشرف على تنظيمه الاتحاد الآسيوي لكرة القدم، وكان عدد الأندية المشاركة فيه  8، وفاز فيه منتخب كوريا الشمالية لكرة القدم للسيدات.